# Peter Reynolds
Peter Reynolds (12. ledna 1958 Cardiff – 11. října 2016) byl velšský hudební skladatel. Hudbu studoval na Cardiffské univerzitě. V roce 1993 měla premiéru jeho opera Sands of Time. Autorem libreta byl Simon Rees. Délka opera dosahuje tří minut a 34 sekund, díky čemuž je zapsána v Guinnessově knize rekordů. Rovněž se věnoval pedagogické činnosti na Royal Welsh College of Music & Drama.